# Премия имени А. М. Ляпунова
Премия имени А. М. Ляпунова — российская награда, носит имя специалиста в области математики, математической физики и механики Александра Ляпунова (1857–1918).

## История
В 1969 году АН СССР учредила Золотую медаль имени А. М. Ляпунова. В 1995 году Российская академия наук продолжила традицию, учредив Премию имени А. М. Ляпунова. Награда присуждается Отделением математических наук РАН российским учёным «За выдающиеся работы в области математики и механики».

## Награждённые

### Золотая медаль имени А. М. Ляпунова
- 1971 — Владимиров, Василий Сергеевич
- 1974 — Седов, Леонид Иванович
- 1977 — Челомей, Владимир Николаевич
- 1980 — Логунов, Анатолий Алексеевич
- 1982 — Маслов, Виктор Павлович
- 1986 — Митропольский, Юрий Алексеевич
- 1989 — Боголюбов, Николай Николаевич
- 1992 — Красовский, Николай Николаевич

### Премия имени А. М. Ляпунова
- 1995 — Болибрух, Андрей Андреевич — за цикл работ «21-я проблема Гильберта для линейных фуксовых систем»
- 1998 — Шильников, Леонид Павлович — за цикл работ «Теория бифуркаций систем со сложным поведением траекторий»
- 2001 — Аносов, Дмитрий Викторович — за цикл работ по осреднению в системах обыкновенных дифференциальных уравнений с быстроколеблющимися решениями
- 2001 — Нейштадт, Анатолий Исерович — за цикл работ по осреднению в системах обыкновенных дифференциальных уравнений с быстроколеблющимися решениями
- 2004 — Румянцев, Валентин Витальевич — за цикл работ по модификации и развитию метода функций Ляпунова в теории устойчивости и стабилизации движения по отношению к части переменных
- 2007 — Трещев, Дмитрий Валерьевич — за цикл работ «Сепаратрисное отображение и его применение в задачах гамильтоновой механики»
- 2010 — Зеликин, Михаил Ильич — за цикл работ «Оптимальные режимы с накоплением переключений»
- 2010 — Борисов, Владимир Фёдорович — за цикл работ «Оптимальные режимы с накоплением переключений»
- 2013 — Маркеев, Анатолий Павлович — за цикл работ «Методы и алгоритмы исследования устойчивости и нелинейных колебаний в задачах классической и небесной механики»
- 2016 — Куксин, Сергей Борисович — за цикл работ «Теория Колмогорова-Арнольда-Мозера для уравнений в частных производных»
- 2022 — Миронов, Андрей Евгеньевич — за цикл работ «Коммутирующие обыкновенные дифференциальные операторы большого ранга»